# Samsung Galaxy S
Самсунг галакси S (енгл. Samsung Galaxy S) је паметни телефон са екраном осетљивим на додир, који користи оперативни систем Андроид. Овај телефон је у потпуности развијен од стране фирме Самсунг. Ово је трећа серија Андроид телефона која је произведена од стране Самсунга. Телефон је пуштен у продају у јуну 2010. године.
Самсунг галакси S је произведен у више десетина варијанти. Међународна варијанта „GT-I9000“ је она која је произведена у највише примерка. Овај телефон има „Hummingbird“ процесор са радним тактом од 1 GHz, „PowerVR“ графичку картицу, 8 или 16 GB интерне меморије и Супер амолед екран са дијагоналом од 10 cm који има резолуцију од 480×800 пиксела. Телефон има две камере: главну (од 5 мегапиксела на задљем делу уређаја) и помоћну (од 0,3 мегапиксела на предњем делу уређаја). Уређај је способан да оствари Вај-фај конекцију. Овај телефон је у време када је ушао у продају био најтањи паметни телефон у продаји са дебљином од 9,9 mm. У зависности од варијанте телефона мењају се и његове карактеристике.
До 2013. године продато је више до 25 милиона примерака телефона. Касније је телефон Самсунг галакси S2 развијен од овог телефона и њиме је настављена серија Самсунг галакси S.

## Лансирање и продаја
Телефон је лансиран у марту 2010. године, док је продаја почела у Сингапуру 4. јуна 2010. године. Самсунг је изјавио да су сви примерци распродати до краја прве недеље продаје. На петак, 25. јуна 2010. године почела је продаја телефона у Малезији и Јужној Кореји. До краја године телефон је био доступан у 100 држава, а продавале су га преко 110 телекомуникационих фирми.

## Хардвер

### Процесор
Самсунг галакси S користи тзв. Хамингбрд процесор који су развиле фимре Самсунг и Интринсити. Процесор има радни такт од 1 GHz. Процесор је у октобру 2011. године преименован у Самсунг ексинос 3110 процесор.

### Меморија
Самсунг галакси S долази са 512 MB РАМ меморије. Телефон је у зависности од варијанте опремљен са 8/16 GB интерне меморије, али је при томе могуће инсталирати меморијску картицу капацитета до 32 GB.

### Екран
Самсунг галакси S је опремљен Супер амолед екраном чија је дијагонала 101,6 mm, који је прекривен тзв. Горила стаклом што чини екран телефона отпорним на огреботине. Екран има резолуцију од 400x800 пиксела.

### Аудио
Самсунг галакси S користи Волфсонов WM8994 DAC аудио систем. Многи сајтови и фирме које се баве квалитетом звучника су оценили аудио систем Самсунг галакси S-a као јако квалитетног.

### Камера
Самсунг галакси S користи главну камеру од 5 мегапиксела. Главна камера је правоугаоног облика димензија 4x3 mm. Камера је способна да обави видео запис HD резолуције. Помоћна камера на предњем делу телефона има 0,3 мегапиксела и користи се за фотографисање и телефонске видео разговоре.